# Peter Josef Cramer von Clauspruch
Peter Josef Franz Xaver Johannes Nepomuk Cramer von Clauspruch (* 17. Dezember 1752 in Bonn; † 11. August 1820 in Unkel) war Priester und Kölner Offizial im alten Erzbistum Köln.
Der aus einer angesehenen Kölner Juristenfamilie stammende Cramer von Clauspruch (bei Janssen-Lohmann „von Clauspurg“ geschrieben) war seit 1772 Kanoniker am Bonner Cassius-Stift. 
Die niederen Weihen sowie die Weihe zum Subdiakon erhielt er am 6. April 1776; die Priesterweihe kurz darauf am 16. April.
Bereits seit den 1770er Jahren geistlicher Assessor am Offizialat, berief ihn Erzbischof Maximilian Friedrich von Königsegg-Rothenfels 1784 auf die neugeschaffene Stelle eines Geistlichen Geheimen Referendars an den Bonner Hof und damit in die Kurkölnische Staatsverwaltung. Cramer, der zu den gemäßigten Aufklärern am Hofe gehörte, wurde am 21. September 1792 in das Kölner Domkapitel berufen und von Erzbischof Max Franz von Österreich im September zum Offizial ernannt. Auch das Amt eines Hofgerichtspräsidenten wurde ihm übertragen.
In seiner Tätigkeit als Offizial war Cramer vor allem darum bemüht die ständigen Eingriffe des Nuntius in die Jurisdiktion des Erzbischofs von Köln einzudämmen. So nahm er auch als willkommener Berater am Emser Kongress teil, der den Höhepunkt des Nuntiaturstreites bildete.
Beim Einmarsch der Franzosen in Bonn im Jahr 1794 floh er zusammen mit dem Erzbischof ins Exil. Er war der letzte Kölner Offizial im alten Erzbistum Köln.
Als Folge der Säkularisation konnte er die bisherigen Ämter nicht mehr ausüben. Nach dem Tod des vorigen Pfarrers von Unkel wurde Cramer vom Generalvikariat in Deutz am 6. Juli 1809 die Pfarrei Unkel übertragen, nachdem die neue Landesregierung von Hessen-Darmstadt ihn am 27. Juni 1809 zu diesem Amt vorgeschlagen hatte. Dort wirkte er bis zu seinem Tod.